# 川崎市立住吉中学校
川崎市立住吉中学校（かわさきしりつ すみよしちゅうがっこう）は、神奈川県川崎市中原区木月住吉町にある公立中学校。一般には住中（すみちゅう）と略称される。

## 概要
東急東横線元住吉駅や綱島街道からほど近く、中原平和公園や県立住吉高等学校の南側に隣接している。
学校目標は以下5項目を掲げている。
1. 豊かな心を持つ人
2. 深く考える力を持つ人
3. 健康な体を持つ人
4. 進んで実行する力を持つ人
5. 勤労を好む人

## 沿革
- 1947年5月5日 - 創立。不二越精機旧青年学校を校舎とする。
- 1948年5月27日 - 現在地に移転。
- 1957年3月15日 - 川崎市立井田中学校が分離独立。

## 学区
学区には、川崎市立苅宿小学校、川崎市立木月小学校の学区の全部及び川崎市立東住吉小学校の学区の一部が入っている。具体的には
市ノ坪22～399、432、449、484～579番、大倉町、苅宿、木月2丁目、木月4丁目、木月住吉町1番1号、2番～、中丸子の一部（綱島街道の西側）、西加瀬。

## 進路
進学先公立高等学校としては、旧川崎南部学区に属する高校および東急東横線沿線の高校が想定される。
- 旧川崎南学区
  - 神奈川県立川崎高等学校
  - 神奈川県立新城高等学校
  - 神奈川県立住吉高等学校
  - 川崎市立川崎高等学校
  - 川崎市立橘高等学校
  - 神奈川県立大師高等学校

- 東急東横線沿線
  - 神奈川県立港北高等学校
  - 神奈川県立神奈川工業高等学校
  - 神奈川県立神奈川総合高等学校
  - 神奈川県立横浜平沼高等学校

## 交通
- 東急東横線元住吉駅徒歩10分

## 出身者
- 長島一由 - 元神奈川県逗子市長、元衆議院議員、映画監督
- 神田うの - 女優、タレント、ファッションデザイナー
- 神田伸一郎（ハマカーン）- お笑い芸人